# کاپواله
کاپواله (به ایتالیایی: Capovalle) یک کومونه در ایتالیا است که در استان برشا واقع شده‌است. کاپواله ۲۳ کیلومتر مربع مساحت و ۳۸۹ نفر جمعیت دارد و ۱٬۰۰۰ متر بالاتر از سطح دریا واقع شده‌است.